# Grades
Grades é um livro de poesia da escritora Sophia de Mello Breyner Andresen publicado em 1970.
Trata-se de uma antologia de poemas de resistência.